# بيان أكتوبر

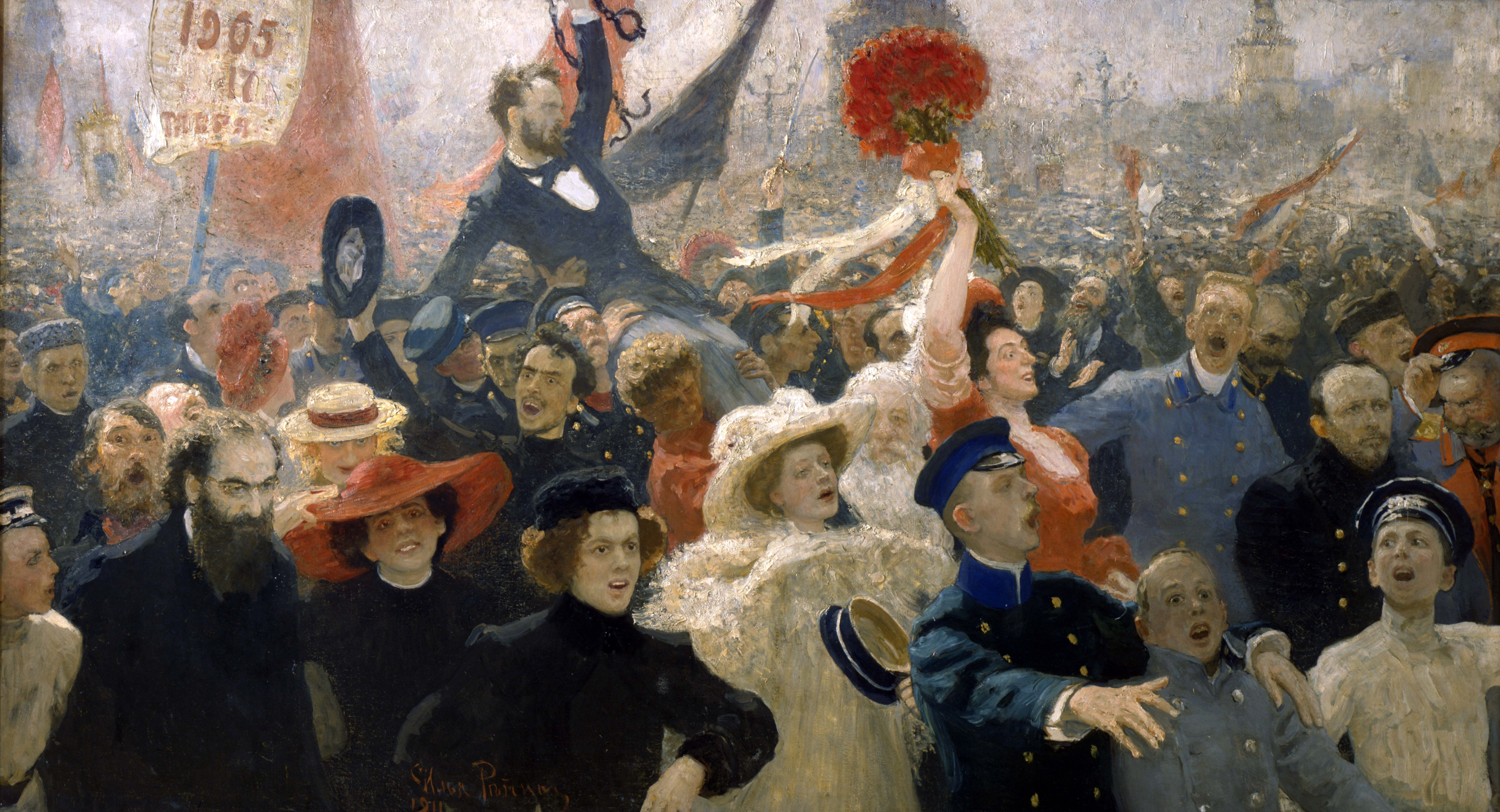
مظاهرة 17 أكتوبر 1905 للرسام إيليا ريبين.

بيان أكتوبر ((بالروسية: Октябрьский манифест, Манифест 17 октября)‏) كان بيان أصدره القيصر نيقولا الثاني في 17 أكتوبر 1905 تحت تأثير الكونت سيرغي ويت كرد على الثورة الروسية 1905.
الاسم الرسمي للوثيقة هو بيان تأكيد سلطة الدولة (Манифест об усовершенствовании государственного порядка). توجه البيان نحو الثوار والمضربين في الامبراطورية الروسية و تعهد بمنح المزيد من الحريات المدنية كحرية التعبير و حرية المعتقد وحرية التجمع والمساهمة في الدوما وإدخال حق التصويت للذكور و مرسوما يقر بفعالية الدوما عبر منع دخول أي قانون حيز التنفيذ إلا بعد استشارة البرلمان.
كان البيان سابقا للدستور الروسي و ساهما معا في دمقرطة البلاد رغم بقاء حق الفيتو لصالح القيصر داخل الدوما والذي استعمله عدة مرات مما أثار مشكلات عدة.

## المعارضة
قسم بيان أكتوبر المعارضة حيث انبهر الكاديت بوجود حرية التعبير و تمثيلية حقيقية في الحكومة. أما الماركسيون قالوا أن نيقولا لم يقم سوى بتنازل صغير وكان معهم حق حيث لم يتم إقرار قانون إلا بعد عرضه على القيصر وكان الدوما سوى غشاء ديموقراطي لاستبدادية القيصر الذي حله مرتين.